# Kerċem
Ta' Kerċem a máltai Għawdex (Gozo) szigetének egyik helyi tanácsa Rabat környékén, a Tal-Mixta-domb és a Lunzjata-völgy között. Lakossága 1654 fő. Nevének eredetéről csak találgatások vannak: egyesek szerint a tölgy latin nevéből (quercus) ered, mások - mint annyi megfejtetlen helynevet - egy korábbi lakos nevéből eredeztetnek. Angol írásmódja Kerchem. A tanácshoz tartozik a községen kívül Santa Luċija falu.

## Története
A község területe már a kőkorban lakott volt, a plébánia épülete mögött nemrég Tarxien-szakaszbeli barlangokat, Tal-Mixta környékén az Għar Dalam-szakaszból (Kr.e. 5000 - 4500) származó cseréptöredékeket találtak. A későbbi korokból Għar Gerdufnál egy római fürdő és egy keresztény temető maradt fenn, ezeket az ásatások után visszatemették. Az 1581-ben Nagy Szent Gergely pápa tiszteletére emelt kápolna körül kialakult egy kis település. Első írásos említése mai nevén 1587-ből való. Az 1667-es összeírásban a Santa Luċija helyén álló Santa Chatarinához tartozott Ta' Chircem néven. A kápolnát 1851-ben váltotta fel a mai plébániatemplom, amelyet 1906 és 1910 között bővítettek. Ta' Kerċem 1885. március 10-én lett önálló egyházközség. Első egyházi iskolája 1893-ban, az első állami iskola 1921-ben nyílt meg. 1967 óta nem rendezik meg a március 12-én a rabati plébániatemplomtól induló, Nagy Szent Gergely tiszteletére tartott menetet. 1994 óta Málta helyi tanácsainak egyike. 1997 óta működik a B.E.L.S. nyelviskola, ahol külföldiek tanulhatnak angolul. Különleges kezdeményezésként nem csak külföldi, hanem egy máltai településsel (Floriana) is testvérvárosi egyezményt kötött.

## Santa Luċija
Santa Luċija községe Ta' Kerċemtől nyugatra, vidékies környezetben áll. Ezen a területen állt Santa Caterina (1667-ben Santa Chatarina) falu, amely az 1667-es összeírás szerint egész Délnyugat-Gozót (Dwejra, San Lawrenz, Għar Ilma, Ta’ Kerċem) magába foglalta. A területnek akkor 68 háztartásban 257 lakosa volt. A brit uralom idején a környező forrásokból hosszú csatornarendszerrel vezették a vizet Rabatba. 2010. márciusától részlegesen önálló önkormányzatot kapott, amelyet 5 független jelölt alkot.
Koordinátái: é. sz. 36° 02′ 34″, k. h. 14° 13′ 03″36.042778°N 14.217500°E

## Önkormányzata
Kerċemet öttagú helyi tanács irányítja. A jelenlegi, hatodik tanács 2012 óta van hivatalban.
Polgármesterei:
- Paul Gauci (1994-2001)
- Joseph Grima (2001-2012)
- Mario Azzopardi (Nemzeti Párt, 2012-)

## Ünnepei
- Nagy Szent Gergely pápa (március 12.) és Örök Segítség Úrnője (július 2. vasárnapja)
- Santa Luċija: Szent Lúcia (december 13.)

## Nevezetességei

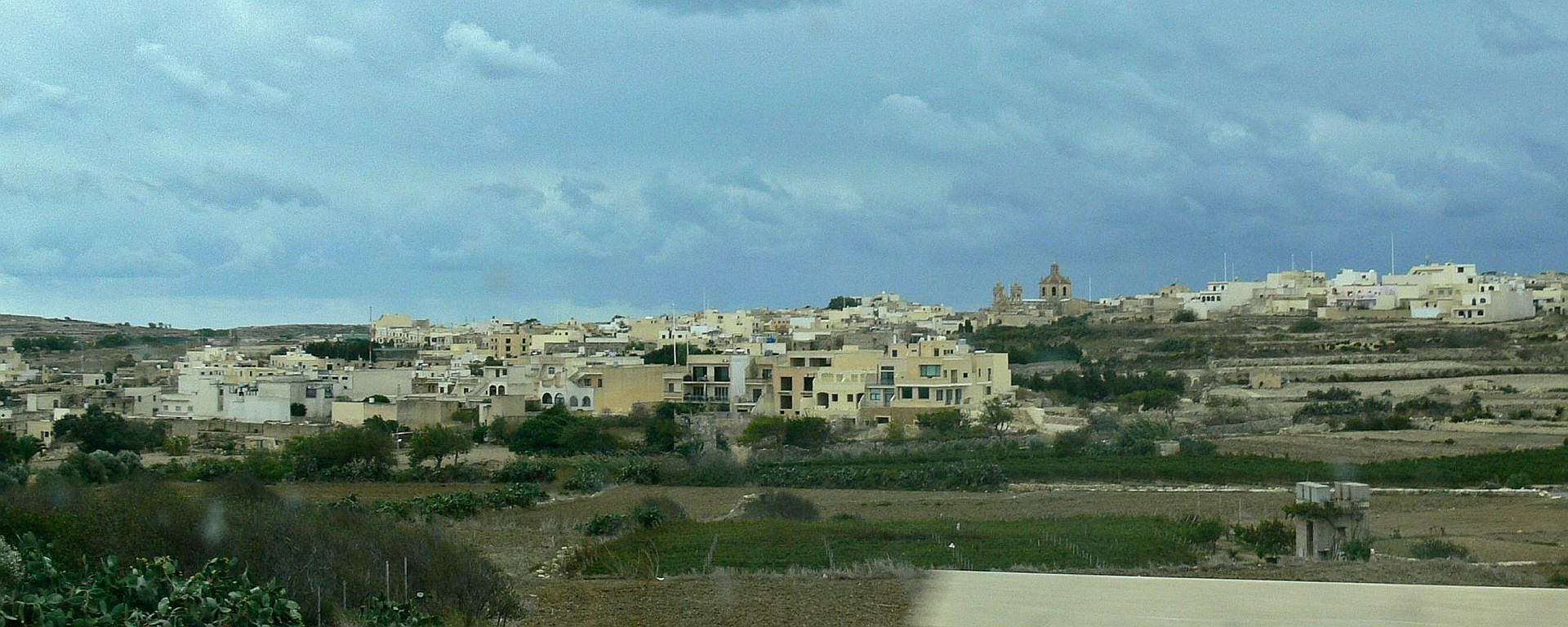
Ta' Kerċem panorámája

- Plébániatemploma az egyetlen Gozón, amelynek két védőszentje van (San Girgor il-Kbir és Madonna tas-Sokkors)
- Il-Mixta barlang: Málta első telepeseinek emlékeit őrizte a kis mélyedés. Remek kilátás nyílik innen San Lawrenzre és Dwejrára
- Għerduf barlangja
- A vízvezeték (akwedott) a Rabat-Għarb útvonal mellett

Rendezvények:
- Éves Għadira vásár (Għadira ta' San Raflu)
- Wine Festival
- Grandma’s Meal
- Festival of Light

## Kultúra és Egyház
Kórusa a St. Gergory Choir (1973), band clubja az Għaqda Mużikali San Girgor (1997).
Santa Luċija épületeinek és hagyományainak őrzésére alakult a Klula Folk Foundation, amely több rendezvénnyel kívánja ezeket ápolni és bemutatni.
Egyházi szervezetek:
- Catholic Action (1933)
- Għaqda Armar Madonna tas-Sokkors (1991): a festa szervezésére alakult klub
- Mária Légió (1953)
- M.U.S.E.U.M. (1963)

## Sport
Labdarúgó-csapata a Kerċem Ajax Football Club (1953), a gozói bajnokságban játszik.

## Közlekedés
Rabat felől a 313-as busszal megközelíthető.